# Andrzej Jerzy Mniszech
Andrzej Jerzy Filip Stanisław Wandalin Mniszech herbu Mniszech (ur. 21 listopada 1823 w Wiśniowcu, zm. 11 maja 1905 w Paryżu) – hrabia, ziemianin, malarz, kolekcjoner.
Jego ojcem był Karol Filip Wandalin Mniszech (1794–1844), a matką była Eleonora z hr. Cetnerów (1798–1871) dziadkiem zaś Michał Jerzy Mniszech marszałek wielki koronny. Młodość spędził w pałacu w Wiśniowcu i w Paryżu. W 1846 wraz z bratem Jerzym odziedziczył bardzo zadłużony Wiśniowiec. W 1849 zawarł korzystne małżeństwo z Anną Elżbietą Potocką.
Od 1854 Mniszchowie wraz z synem Leonem mieszkali w Paryżu. Andrzej Jerzy wywiózł z Wiśniowca znaczną część kolekcji zwłaszcza obrazy, w 1854 sprzedał wiśniowiecką bibliotekę. Ze względu na zadłużenie pałac nabyty w 1861 przy Rue Daru 16 w Paryżu był własnością jego żony, a po jej śmierci w 1885, zgodnie z prawem spadkowym, własnością syna Leona (zm. 1901). Cała kolekcja liczyła ok. 500 obrazów, sztychy, rysunki, ceramikę i meble. Kolekcjonował sztukę Dalekiego Wschodu, malarstwo mistrzów holenderskich XVII wieku i artystów francuskich epoki rokoka; był jednym z pierwszych amatorów i zbieraczy dzieł Fransa Halsa. Kolekcja uległa rozproszeniu ponieważ dwukrotnie w 1902 po śmierci syna Leona i w 1910 trafiła na aukcję. Naukę rysunku rozpoczął wraz z bratem Jerzym w Wiśniowcu, w latach 60. XIX wieku kontynuował w Paryżu ucząc się u Jeana Gigoux oraz Leona Cognieta, malował głównie portrety posługiwał się też formą tryptyku. Andrzej Jerzy Mniszech przyjął obywatelstwo francuskie.